# Penstemon arenicola
Penstemon arenicola är en grobladsväxtart som beskrevs av Aven Nelson. Penstemon arenicola ingår i släktet penstemoner, och familjen grobladsväxter. Inga underarter finns listade i Catalogue of Life.